# 山本薫 (アナウンサー)
山本 薫（やまもと かおる、1972年4月20日 - ）は、元テレビ東京男性アナウンサーである。
早稲田大学卒業後、テレビ東京入社。　アメリカの人気プロレス団体WWE（当時WWF）の実況中継を担当した日本初のアナウンサー。
入社時は、バラエティ番組のADであったが、同局に出演中のみのもんたから前説が面白いと推薦されて、入社2年目にアナウンス室に異動したという経歴を持つ。
TBSの安住紳一郎アナウンサーとともにイチオシ局アナとして、雑誌特集されていた。
出演番組・・・プロレス実況中継、サッカー中継、ビーチバレー中継、ゴルフ中継、スポーツ10minutes、オリンピックへの道など。

## 現在
- 就職塾「我究館」で就職指導をうけた経験がある。館長であった杉村太郎からは、「かおる」というニックネームで親しまれていた。
- 報道局記者[1]、2008年7月時点は「開運!なんでも鑑定団」をはじめとした番組の広報および番組宣伝を担当。
- 2008年テレビ東京を退社。「ジャパネットたかた」の社員として、テレビショッピングの地上波・CSのMCとしてテレビ出演していた[1]。2013年10月21日には、古巣のテレビ東京の番組にアナウンサー退社後初の生出演を果たした。